# 山中常夢
山中 常夢（やまなか つねゆめ、生年不詳 - 1701年3月10日（元禄14年2月1日））は、日本の江戸時代の庄屋。出雲国の戦国武将山中幸盛の玄孫。山中常久の長男、母は不詳、前名は新兵衛といい、通称は（3代目）草津吉和屋彌右衛門と称した。または、山中信頼とも名乗った。
墓所は広島市西区の海蔵寺境内墓地にあり、法号は釋常夢信士。

## 生涯
山中幸盛の娘である八重姫（盛江）の曾孫である。寛文6年（1666年）8月、父の山中常久（2代目草津吉和屋彌右衛門）が隠居した為、家督を相続する事となり、（3代目）草津吉和屋彌右衛門を称し酒造業を継承した。しかし、延宝6年（1678年）に三次浅野支藩が草津村の吉和屋（山中家）の屋敷内に御茶屋敷（藩の公的な宿泊施設）を設置した事により、吉和屋（山中家）は屋敷内にて酒造業を行う事ができず廃業に追い込まれた。その為に常夢は貞享4年（1687年）に草津村から五日市海老塩浜へ居を構える事となり、五日市海老塩浜の庄屋などの役職を務め、塩田を開発し塩浜経営に専念し有力な浜主になった。常夢以降の歴代の吉和屋（山中家）の当主は吉和屋彌右衛門の通称を継承し塩浜経営を行ったが、江戸後期に入ると塩田不況により、有力な浜主も塩浜をやむなく手放さざるを得なくなり、海老塩浜の塩浜も衰退していき、天保年間には吉和屋（山中家）は塩田不況の影響により塩浜経営に失敗し、多額の借金を背負った為に没落への道を辿る事になった。